# پیوگلیتازون
پیوگلیتازون (Pioglitazone) نوعی داروی کاهنده قند خون است
که در بیماران مبتلا به دیابت نوع دو استفاده می‌شود.

## سازوکار اثر دارو
پیوگلیتازون باعث کاهش مقاومت به انسولین در بافت‌های بدن شده و علاوه بر اینکه باعث افزایش برداشت گلوکز توسط بافت‌های محیطی می‌شود، موجب کاهش برون ده گلوکز کبد نیز می‌گردد.

## دوز دارو
در بالغین، ابتدا ۳۰-۱۵ میلی گرم یک بار در روز از راه خوراکی که در صورت نیاز می‌توان دوز دارو را تا ۴۵ میلی گرم در روز افزایش داد.

## تداخل‌های دارویی
پیوگیتازون می‌تواند موجب کاهش تاثیر داروهای ضد بارداری هورمونی شود.

## فارماکوکینتیک دارو
غذا موجب می‌شود مدت زمان لازم برای رسیدن به اوج غلطت پلاسمایی افزایش یابد، اما بر روی میزان کلی جذب دارو اثری ندارد.
دارو و متابولیت‌های آن تا میزان ۹۸ درصد به پروتئین‌های پلاسما و به طور عمده آلبومین متصل می‌شوند.
متابولیسم دارو کبدی است.
دفع دارو تا حد زیادی از طریق ترشح در صفرا و دفع از راه مدفوع و همچنین ترشج در ادرار است. نیمه عمر پیوگلیتازون سه تا هفت ساعت است.

## منع مصرف
- حساسیت به دارو یا ترکیبات فرمولاسون دارو
- دیابت نوع یک
- بیماری فعال کبدی
- زمانی که سطح ALT بیش از ۵٫۲ برابر حد طبیعی است
- سابقه زردی در پی مصرف سایر تیازولیدین دیون‌ها
- نارسایی احتقانی قلب کلاس III و IV.

## موارد احتیاط
خیز (خیز).

## مصرف در بارداری وشیردهی
در این زمینه داده‌های کمی در دست است و نباید در طی بارداری و شیردهی استفاده شود.

## عارضه‌های جانبی
سردرد، خیز ، نارسایی قلب ،سینوزیت، فارنژیت ،کم خونی ،افزایش وزن، دردهای ماهیچه‌ای، عفونت‌های تنفسی , اختلالات دندانی، تشدید دیابت، هیپوگلیسمی (در ترکیب با سایر داروهای کاهنده قند خون)

## شکل‌های دارویی
قرص‌های پانزده، سی و چهل و پنج میلی گرمی.